# Heaton Wrenn
Heaton Luse Wrenn (San Francisco, Califòrnia, 18 de gener de 1900 - Honolulu, Hawaii, 16 de gener de 1968) va ser un jugador de rugbi a 15 estatunidenc que va competir a començaments del segle xx.
Wrenn va créixer a Burlingame i va estudiar a la Universitat Stanford, on va jugar rugbi amb l'equip dels Stanford Cardinal. El 1920 va ser seleccionat per jugar amb la selecció dels Estats Units de rugbi a 15 que va prendre part en els Jocs Olímpics d'Anvers, on guanyà la medalla d'or. Un mes després de guanyar el títol olímpic, disputà un segon partit contra França, perdent en aquesta ocasió per 14 a 5. El 1922 es va llicenciar en Bachelor of Arts i el 1924 es doctorà en dret. Després de la seva graduació va ser admès al col·legi d'advocats de Califòrnia, però ràpidament es va traslladar a Hawaii, on va fundar el gavinet Anderson, Wrenn & Jenks. El 1945 passà a ser president col·legi d'advocats de Hawaii.